# Августинчич, Антун
Антун Августинчич (хорв. Antun Augustinčić, 4 мая 1900, Кланьец, Австро-Венгрия (ныне Хорватия) — 10 мая 1979, Загреб, Хорватия) — выдающийся хорватский скульптор, автор памятников главам пяти государств (Польши, Югославии, Албании, Аргентины, Хорватии). Наряду с такими мастерами, как Иван Мештрович и Франьо Кршинич, Антуна Августинчича относят к крупнейшим хорватским скульпторам XX столетия. Наиболее известными его работами являются скульптуры «Мир» (установлена на фронтоне здания ООН в Нью-Йорке) и «Горняк» (установлена на фронтоне здания штаб-квартиры ВТО в Женеве).

## Биография

### Молодые годы
Антун Августинчич родился в небольшом городке на севере Хорватии. De facto, семья Августинчичей была крестьянской. Мальчик ранних лет увлёкся рисунком и лепкой. По окончании гимназии в 1918 году, он поступает в Высшую художественную школу в Загребе. Там он изучает скульптуру под руководством профессоров Рудольфа Вальдеца и Роберта Франгеш-Михановича. В творчестве этих мастеров реалистическая трактовка натуры сочеталась с заметным воздействием пластической манеры импрессионизма. В 1922 году Высшую художественная школу преобразовали в Академию художеств, а профессором-руководителем скульптурной мастерской стал знаменитый скульптор Иван Мештрович. Под его началом Антун занимается два года (1922—1924).
Зарекомендовав себя талантливым и многообещающим выпускником, Августинчич получает стипендию французского правительства, дающую право продолжить художественное совершенствование в Париже. В 1924—1926 годах он завершает своё художественное образование в Школе декоративного искусства и Академии изящных искусств, где преподавал восьмидесятилетний Жан-Антуан Энжальбер. Но больше всего привлекало Антуна творчество Бурделя.

### Международное признание
В 1925 и 1926 годах в Париже проходят первые персональные выставки скульптора. После возвращения на родину, он в 1926 году организует экспозицию в Загребе, за которой следуют выставки 1927 года во Львове, снова в Загребе и в «Салоне Галич» в Сплите. В 1929 году Антун Августинчич становится одним из основателей художественной группы Земля (Grupa Zemlja), в которую вошёл ряд известных югославских живописцев, скульпторов и архитекторов: Драго Иблер, Крсто Хегедушич, Иван Табакович, Иван Генералич и др. В 1929 же году Августинчич создаёт памятник П. Кочичу в городе Баня-Лука. Вскоре Антун Августинчич был избран заместителем председателя группы «Земля», участвует в экспозициях этой группы (Загреб — 1929, 1931, 1932 годы; Париж — 1931 г.). В 1929 г. Августинчич организует персональную выставку в Барселоне, в 1930 году — персональные выставки в Лондоне и Белграде. В 1930 году Антун Августинчич выигрывает конкурс на создание памятника Освободителю в Нише (в 1934 году памятник удостоился I премии). После успешного исполнения этой работы скульптор получает заказ на конную статую маршала Ю. Пилсудского в польском городе Катовице. В 1933 г. Августинчич выходит из состава группы «Земля» (в 1935 году группа распалась)… В конце 1930-х годов он создаёт памятники югославскому королю Александру I в городах Самбор и Скопье (были уничтожены в годы Второй мировой войны). Среди других известных его работ следует назвать памятники на загребском Мирогойском кладбище: «Печаль» (1930), «Моисей» (1932) и «Икар» (1935), а также монумент национальному герою Албании Скандербегу в Тиране и памятник аргентинскому президенту Хусто Уркисе в Буэнос-Айресе… Две конные статуи работы Августинчича были поставлены в 1937 году на мосту через реку Вардар, в столице Македонии — Скопье.

### Вторая мировая война
В 1940 году Югославская академия наук и искусств избирает Августинчича своим членом-корреспондентом. В том же году его приглашают в Загреб преподавать в Академии художеств, ректором которой стал тогда же его учитель Иван Мештрович. Лучшие работы Августинчича были показаны в документальном фильме «Хорватские скульпторы», снятом Октавияном Милетичем (1940)… В апреле 1941 года, в первые дни немецкой оккупации, Августинчича арестовывает Гестапо. Вскоре его переводят в тюрьму австрийского города Граца. Далее в жизни скульптора происходят загадочные события. Как пишет его русский биограф Л. С. Алёшина, 
Лишь с помощью друзей Августинчичу удалось освободиться.
 И если рассматривать данный факт в историческом контексте, то неизбежно напрашивается вывод, что столь влиятельными друзьями, которые сумели вызволить Августинчича (тем более, уже вывезенного за пределы Хорватии и Югославии) из гестаповских застенков могли быть только усташи. После выхода из тюрьмы Августинчич возвращается в Загреб и первое время демонстрирует полную лояльность вновь основанной Независимой Державе Хорватской и её союзникам. В 1942 году скульптуры Антуна Августинчича (наряду с работами Ивана Мештровича, Иосипа Црнобори, Джозо Кляковича, Бруно Булича, Славко Копача, Славко Шохая, Иосипа Рачича и других хорватских художников) экспонируются в фашистской Италии, на Венецианской биеннале (последней биеннале Второй мировой войны). Кроме того, Августинчич создаёт бюст поглавника хорватских усташей Анте Павелича.
Тем неожиданней для всех, в 1943 году Августинчич перебегает к партизанам-титовцам. Вскоре его, как авторитетного не-коммуниста, избирают заместителем председателя Антифашистского веча народного освобождения Югославии (АВНОЮ). Скульптор, ещё недавно ваявший Павелича, лепит с натуры портрет Иосипа Броз Тито… С весны 1944 года почти год Августинчич проживает в Москве, где работает над группой «Перенос раненого партизана».

### Послевоенное творчество
В 1946 г. Августинчич становится профессором загребской Академии художеств и депутатом Народной ассамблеи в Загребе. В 1949 году он принимается в действительные члены югославской Академии наук и искусств, в 1950-е годы Августинчич выполняет многочисленные скульптурные работы — в том числе портреты, статуи ню. 
Августинчич создаёт серию обнажённых моделей. Прекрасное женское тело становится символом вечно живого искусства, вечно цветущей и возрождающейся жизни на земле. Почти все "Обнажённые" — торсы. Мастер создаёт несколько вариантов их, разнящихся между собой поворотом, уровнем обреза, материалом. Он словно стремится испытать себя во всех техниках, установить для себя и для своих учеников законы обращения с материалом пластики. В мраморе он добивается нежности фактуры, плавности контурной линии, мягкости переходов объёмных форм. Он не шлифует и не полирует камень, поверхность его словно окутана мерцающей светотеневой дымкой. Поэзия цветущего, полного жизни тела особенно впечатляет в горельефном мраморном „Торсе“ 1953 года благодаря сопоставлению живой, словно дышащей плоти с фоном необработанного аморфного камня. В бронзовых «Торсах» (1950 и 1952) мастер решает поверхность иначе. Как бы боясь, что сияние и блеск металла охладят пульсацию жизни, он не заглаживает фактуру, а оставляет на ней своеобразные натёки, борозды, нашлёпки — как бы непосредственные следы работы пальцев. Но интересно, что в гипсовых вариантах, которые, казалось бы, должны точно соответствовать глиняному оригиналу, с одной стороны, и бронзовой отливке — с другой, этих следов даже меньше. Бронза в подобных работах получает теплоту и трепетность кожи.
 — пишет Л. С. Алёшина. Одна из наиболее известных работ Августинчича — «Обнажённая из Бриони», или «Стыд» (1948 — бронза, 1952 — мрамор).
Вместе с сербским художником Джордже Андреевичем-Куном, Августинчич участвовал в создании ряда орденов СФРЮ, и совместно с Ваней Радаушем — в дизайне герба социалистической Югославии. Он сделал памятник Тито на родине маршала в Кумровце (1948 г.).
К 1954 году относится его скульптура «Мир», установленная на фронтоне здания ООН. В том же 1954 году скульптор получил приглашение в Эфиопию. Здесь Августинчич создал памятники жертвам фашизма в Аддис-Абебе, эфиопскому партизану в городе Холлета и Расу Маконнену в Харэре.
Августинчич — автор памятников скрипачу Златко Балоковичу (1962), писателю Марину Држичу (1963) и др. К его наиболее известным скульптурам этого творческого периода следует отнести и группу «Спасение раненого» (Nošenje ranjenika), сделанную для медицинского факультета Загребского университета по известным событиям времён войны.
В 1963 году Августинчич получил приглашение в Египет. По заказу египетского правительства он выполнил эскизы и проекты памятника Революции для Порт-Саида.

В 1966 г. Августинчич сделал бюст академика П. Л. Капицы. Вот что сообщал об этом Пётр Леонидович в письме Ю. В. Андропову от 11 ноября 1980 г.: 
Когда я покидал Югославию, мне сообщили, что я награждён высшим орденом Югославии - орденом «Югославское знамя с бантом». Тито поручил ведущему скульптору Августинчичу сделать мой портрет. Уже в Москве мне сообщили, что портрет закончен и его мне пришлют вместе с орденом, но это задерживается, т. к. на орден не было от нашего правительства агремана. Тогда я обратился к академику Б. П. Константинову, вице-президенту АН СССР, и он сказал, что после его обращения лично к Вам агреман был дан. И действительно, через несколько дней югославский посол в Москве вручил мне скульптурный портрет и орден.
В 1970 году на родине скульптора, в городе Кланьец была основана галерея А. Августинчича.

В 1973 году скульптор создаёт свою последнюю большую работу — юбилейный монумент крестьянского восстания 1573 года и его вождя Матии Губеца. Изваянная из камня и бронзы скульптурная группа была установлена в городе Горня-Стубица, она занимает площадь в 180 м². 
Это большое по размерам и сложное по композиции произведение. Оно включает в себя круглую скульптуру, необычные по конфигурации рельефы, архитектурные формы. Активную роль играет цветовое начало — золотистая бронза, белый камень. Немаловажное значение имеет и разнообразие фактурных качеств. Неразрывным элементом образного и эмоционального воздействия монумента мыслится и природное окружение... Изогнутая по дуге белая стена из дикого камня составляет своеобразный фон для другой стены — бронзовых рельефов. Конфигурация их необычна — нечто вроде распахнутых крыльев. Центральная „междукрыльная“ часть занята ещё одной белокаменной стеной, перед которой установлена громадная бронзовая фигура Матии Губеца более шести метров высотой. На краю полуовальной площадки, в центре которой стоит статуя, расположилась ещё одна бронзовая фигура, уже в натуральную величину, — народный герой, шут, балагур и поэт Петрица Керемпух. Вся эта сложная разноплановая композиция размещена на вершине пологого холма. Сюда ведёт подъездная дорога, подымаются пешеходные тропинки и лесенки. Все они как бы повторяют в расширенном виде общие очертания памятника, организуя потоки посетителей, фиксируя их внимание на его главном — изобразительном начале.
 — пишет Л. С. Алёшина.
В 1976 году галерея А. Августинчича стала общедоступным музеем.
Скульптор был награждён югославской престижной премией в области культуры — т. н. «Премией Владимира Назора».

## Галерея
- Печаль, памятник у семейного склепа Вайда , Мирогой в Загребе, 1930
- Монумент Освободителям, в Нише, 1937
- Памятник Юзефу Пилсудскому, Катовице, 1936-39
- Монумент Победа в Батинской битве, Батина, 1947
- Памятник Й.Б.Тито Кумровце, 1948
- The Carrying of the Wounded, Faculty of Veterinary Medicine in Zagreb, 1953
- Бюст Златко Балоковича на кладбище Мирогой, Загреб, 1967
- Памятник крестьянским повстанцам в Донья-Стубица, 1973